# Tarot Sola-Busca

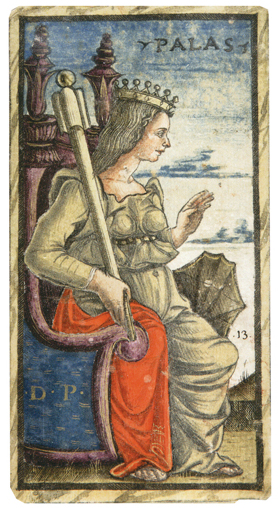
La dame de bâton du tarot Sola Busca, carte conservée à la pinacothèque de Brera.

Le tarot Sola-Busca est le plus ancien exemplaire d'un jeu de tarot complet, dont on possède encore toutes les cartes. Comportant 78 cartes (56 cartes réparties en quatre enseignes et 22 atouts), il date de la fin du XVe siècle.

## Caractéristiques
Le tarot Sola-Busca est un ensemble complet de 78 cartes, constitué des cartes habituelles du tarot :
- 21 atouts
- Le Mat
- 13 cartes regroupées en quatre enseignes (bâtons, deniers, épées et coupes) : as à dix, valet, cavalier, dame et Roi.

Si la structure des cartes reprend la composition standard du jeu de tarot, les illustrations et les noms des atouts divergent de l'iconographie standard, un trait qu'on retrouve par exemple au XIXe siècle dans les tarots aux enseignes françaises de type Industrie und Glück ou tarot nouveau. À la différence de tarots antérieurs, comme le tarot Visconti-Sforza, toutes les cartes sont numérotées : les atouts en chiffres romains, les autres cartes en chiffres arabes. Les atouts et plusieurs figures portent un nom ; certains sont identifiables à une personnalité historique ou liée à la mythologie gréco-romaine ; beaucoup sont inconnus. En 2012, Laura Paola Gnaccolini émet l'hypothèse que plusieurs cartes sont liées à une tradition hermético-alchimique : le roi d'épée, intitulé Alecxandro M., serait ainsi identifiable à Alexandre le Grand, qui selon une légende médiévale aurait été initié à l'alchimie par son tuteur, Aristote. Le cavalier d'épée, Amone, ferait référence à Zeus Amon, déclaré père mythique d'Alexandre à l'oasis de Siwa ; la reine d'épée, Olimpia, serait Olympias, mère d'Alexandre ; le cavalier de coupe, Natanabo, serait le pharaon égyptien Nectanébo II.

## Historique

### Attribution
Les cartes sont créées et gravées à la fin du XVe siècle par un artiste dont on ne connaît pas l'identité avec certitude ; les cartes ont été attribuées à Nicola di Maestro Antonio d'Ancona, peintre italien actif de 1472 à 1510,, mais cette identification reste incertaine,.
Le tarot Sola-Busca est le plus ancien exemplaire complet connu de jeu de tarot. Il s'agit également du plus ancien jeu où toutes les cartes, même les simples enseignes, sont illustrées, ; c'est également le plus vieux jeu où les illustrations des atouts dévient de l'iconographie classique du jeu de tarot. Les cartes sont notables non seulement par leur âge, mais aussi par la qualité du dessin, caractérisé par des figures expressives, ainsi que par des contours et des nuances précises.

### Exemplaires
On connait un unique exemplaire complet du tarot Sola-Busca, peint à la main, conservé à la pinacothèque de Brera à Milan. Il provient de la famille Busca-Serbelloni (it). Au début du XIXe siècle, le jeu est la propriété de la marquise de Busca (née duchesse Serbelloni). En 1948, il est possédé par la famille Sola-Busca, qui lui donne son nom. En 2009, il est acheté pour 800 000 € par le ministère de la Culture italien et confié à la pinacothèque de Brera,.
Il existe également 35 cartes individuelles, non peintes. L'Albertina de Vienne en possède 23, dont 20 atouts (ne manquent que le premier et le dernier atout) ; ces atouts appartenaient au comte Moritz von Fries, tandis que les trois autres cartes proviennent de la Bibliothèque impériale autrichienne. Le British Museum en possède quatre, achetées à William et George Smith en 1845. Quatre autres sont dans la collection du Petit Palais à Paris. Les quatre dernières sont conservées à Hambourg.

### Recherche
En 1938, Arthur Mayger Hind décrit le tarot Sola-Busca dans Early Italian Engravings ; il émet l'hypothèse que les cartes ont été gravées vers 1490 et peintes en 1491. Il propose également qu'elles sont la création Mattia Serrati da Cosandola, un miniaturiste basé à Ferrare (le centre de la production de cartes de tarot à l'époque) pour un client vénitien.
En 1987, dans le cadre du catalogue de l'exposition de tarots au château d'Este à Ferrare, l'historien italien Giordano Berti (it) rédige un résumé des recherches effectuées jusqu'à cette date par différents chercheurs.
En 1995, la chercheure italienne Sofia Di Vincenzo, dans Antichi Tarocchi illuminati. L'alchimia nei Tarocchi Sola-Busca, soutient que l'iconographie du tarot Sola-Busca fait référence aux thèmes alchimiques de la Renaissance.
En 2012, la pinacothèque de Brera organise l'exposition Il Segreto dei Segreti - I Tarocchi Sola Busca e la cultura ermetico-alchemica. Le catalogue identifie un possible auteur (Nicola di Maestro Antonio d'Ancona), un possible inspirateur (l'hermétiste Ludovico Lazzarelli), une année et un lieu de création (Venise en 1491).

### Influence ultérieure
Les similarités entre les arcanes mineurs (en) du tarot Waite-Smith, publié en 1909, et les cartes du tarot Sola-Busca ont conduit certains à supposer que l'illustratrice Pamela Colman-Smith s'en est inspiré. En 1907, la famille Busca-Serbelloni fait don au British Museum de photographies en noir et blanc des 78 cartes en sa possession ; il est possible que Smith les ait aperçues lors d'une exposition.

## Galerie

### Atouts

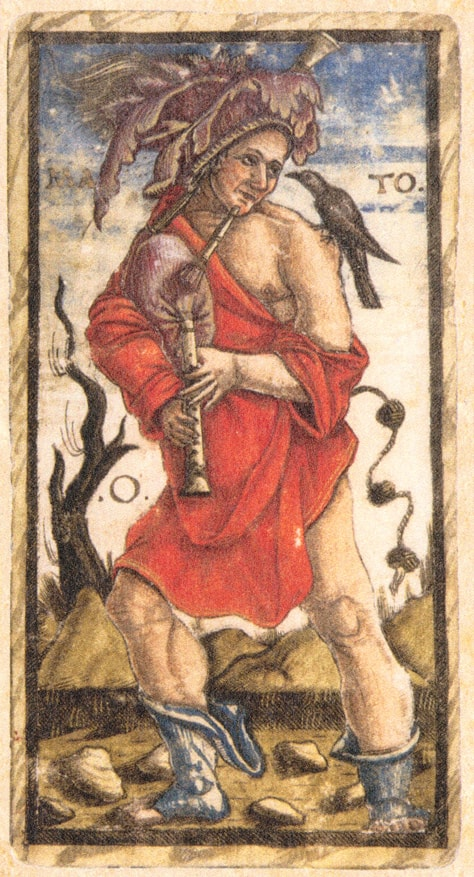
0 – Mato
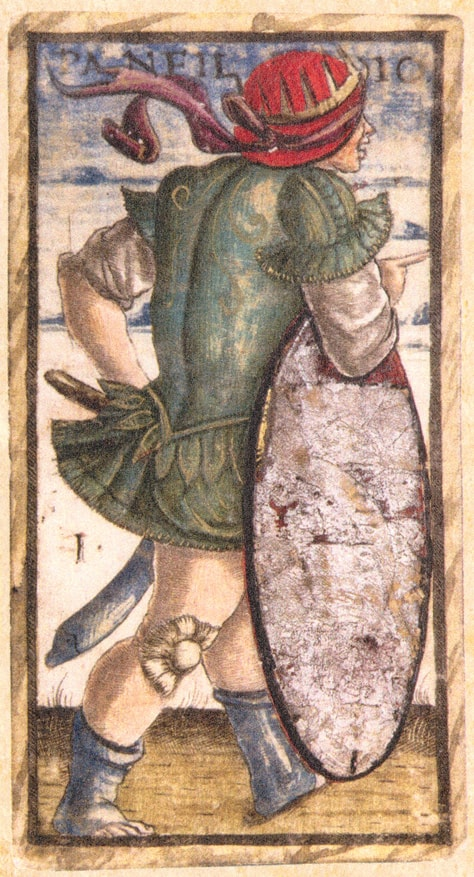
I – Panfilio
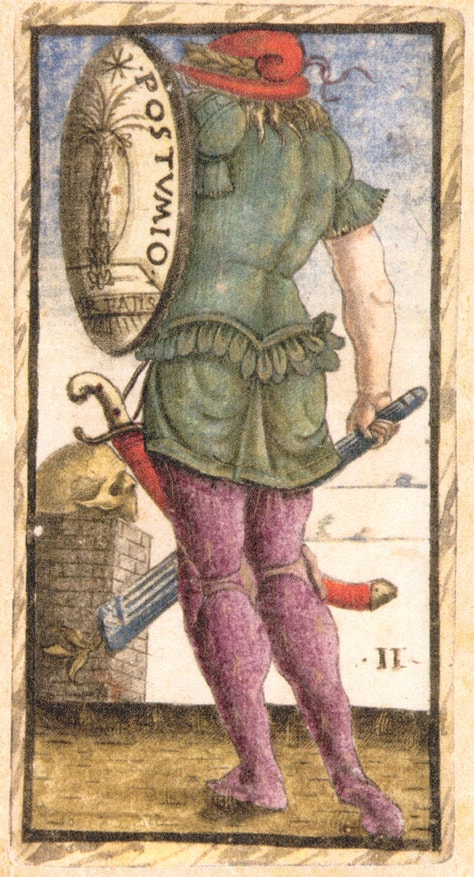
II – Postumio
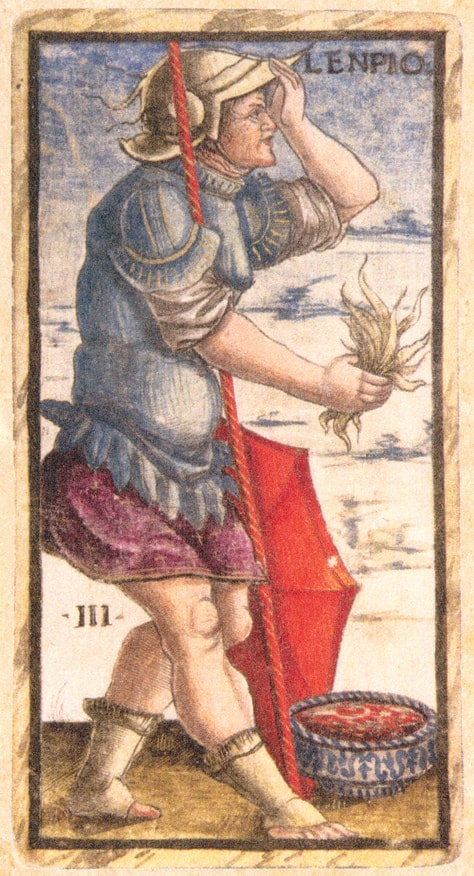
III – Lenpio
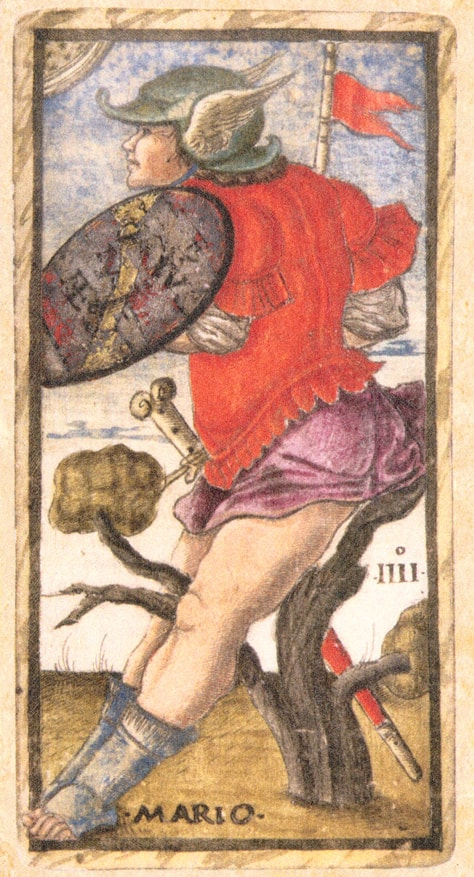
IIII – Mario
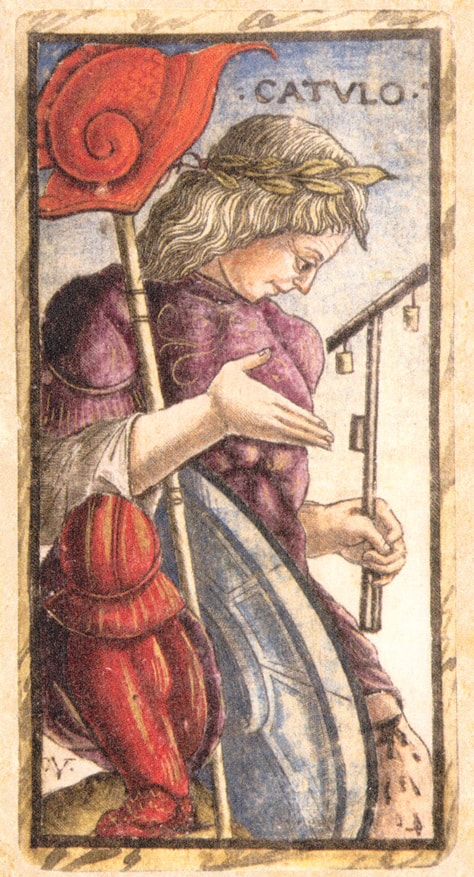
V – Catulo
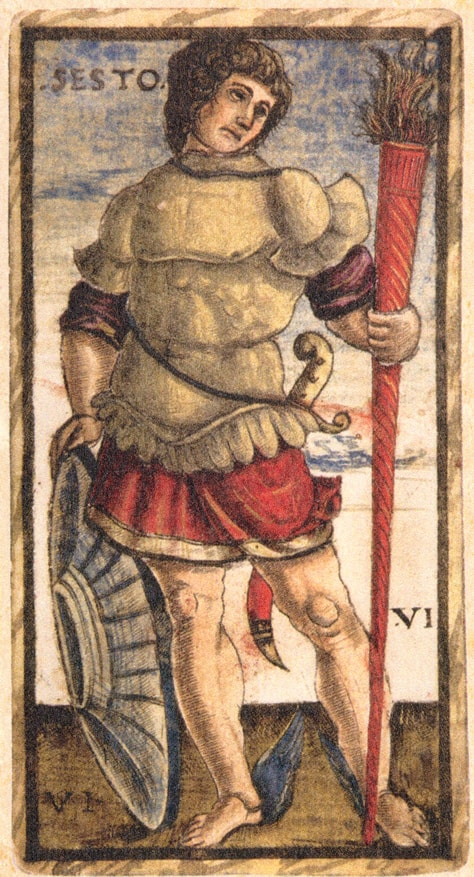
VI – Sesto
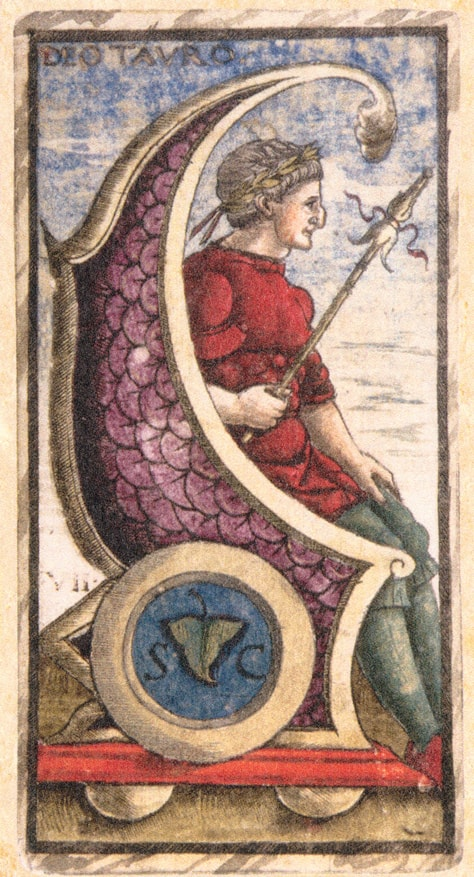
VII – Deo Tauro
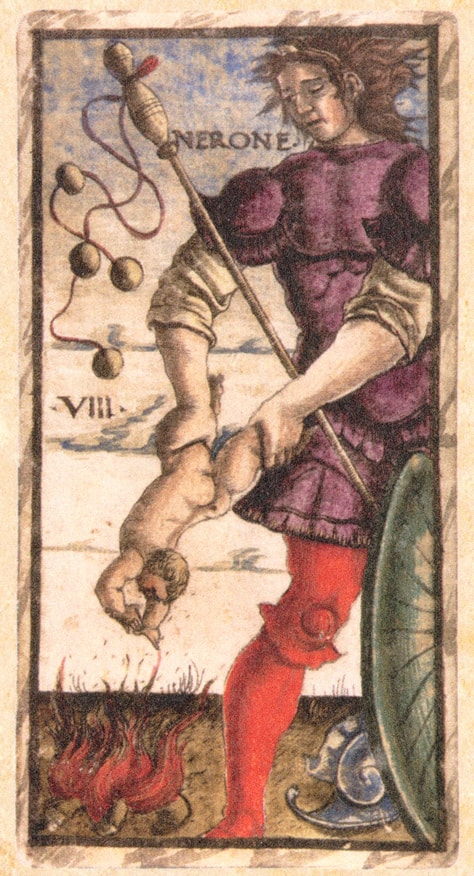
VIII – Nerone
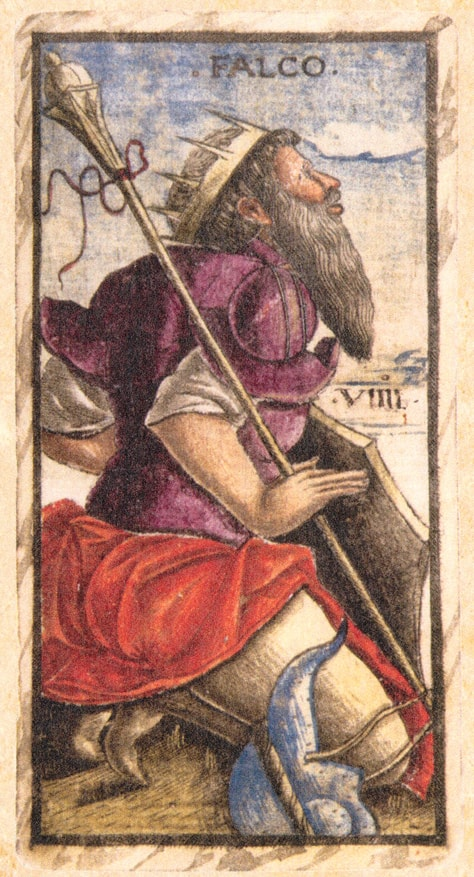
VIIII – Falco
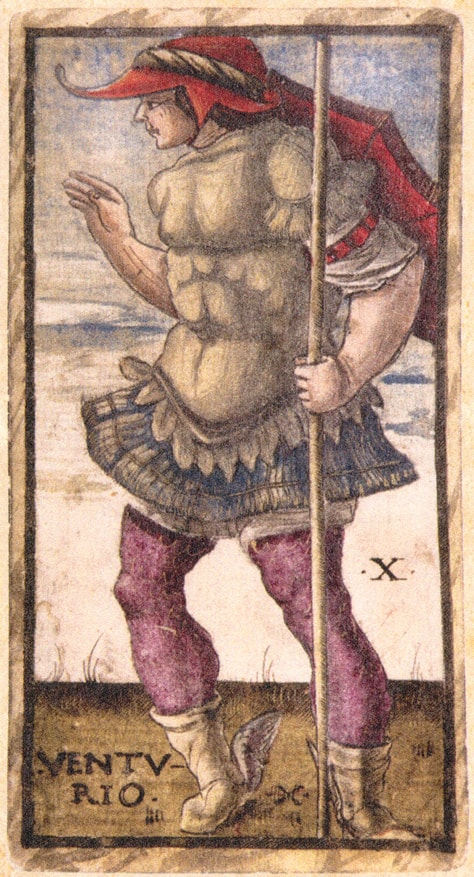
X – Venturio
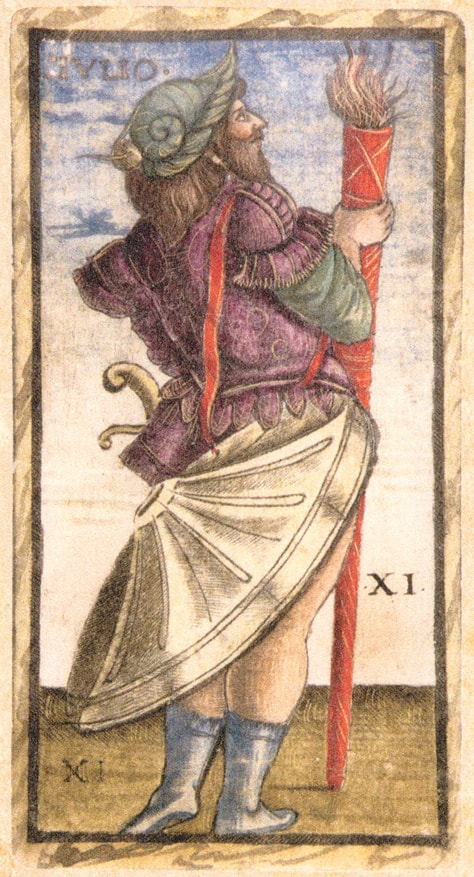
XI – Tulio
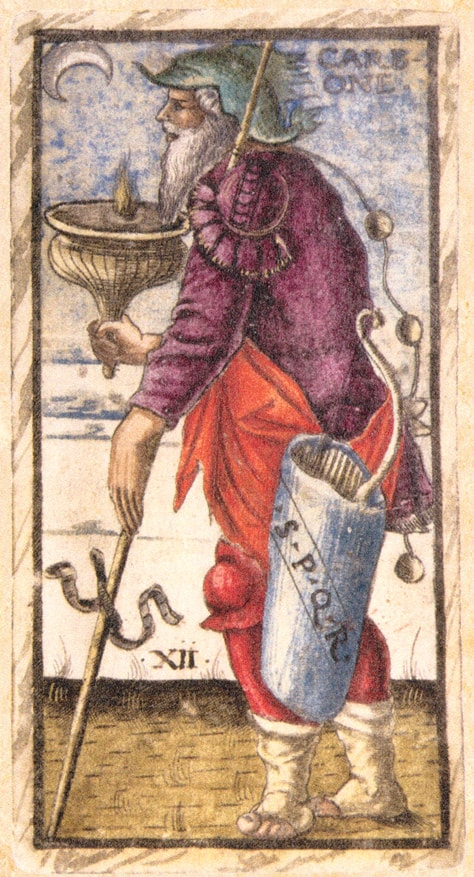
XII – Carbone
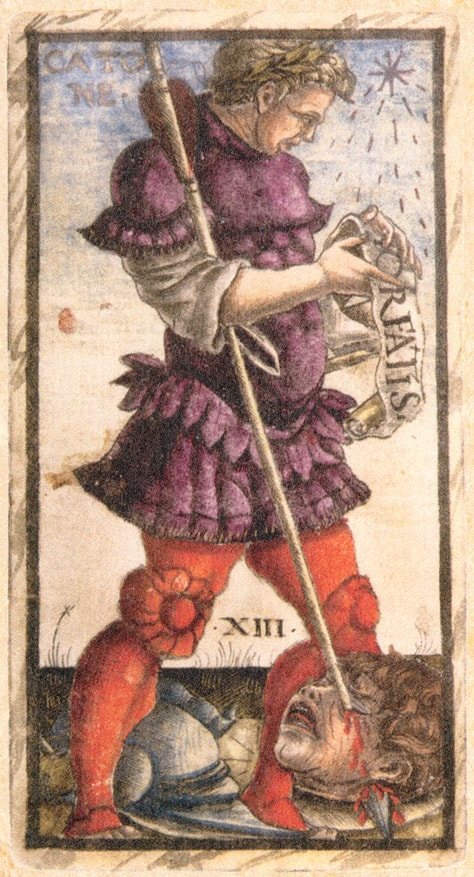
XIII – Catone
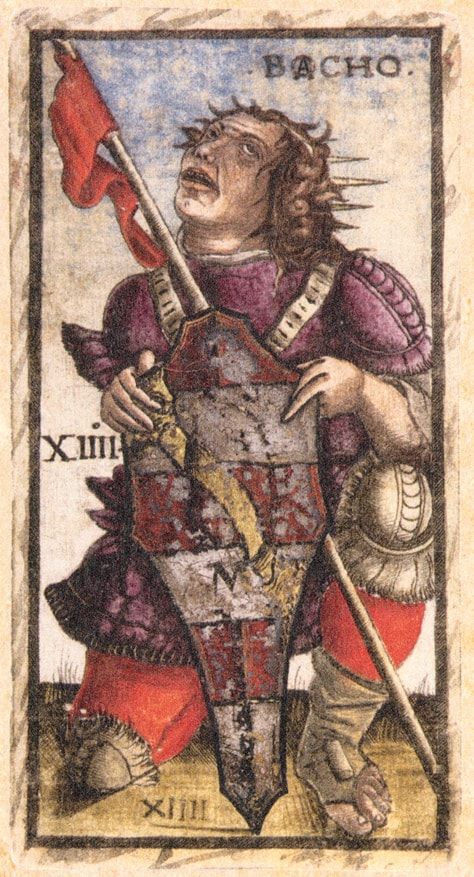
XIIII – Bocho
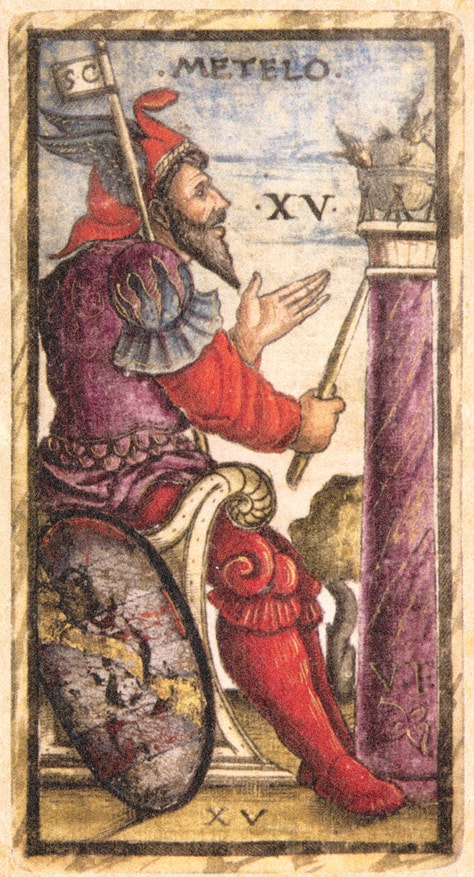
XV – Metelo
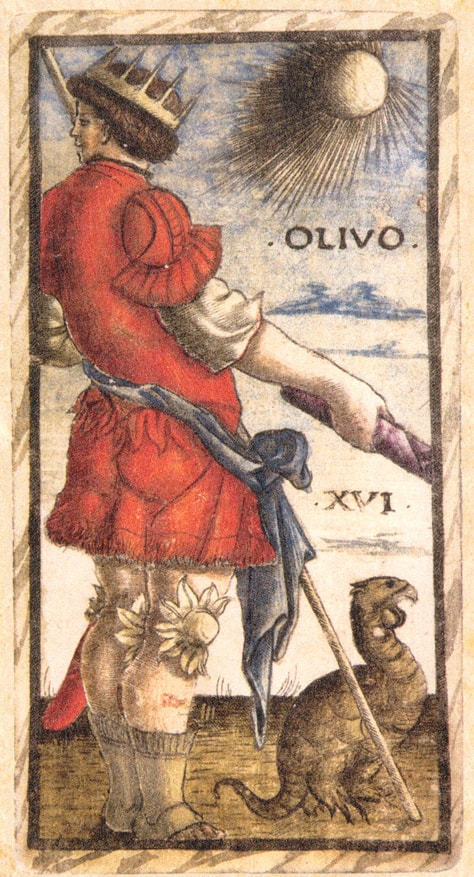
XVI – Olivo
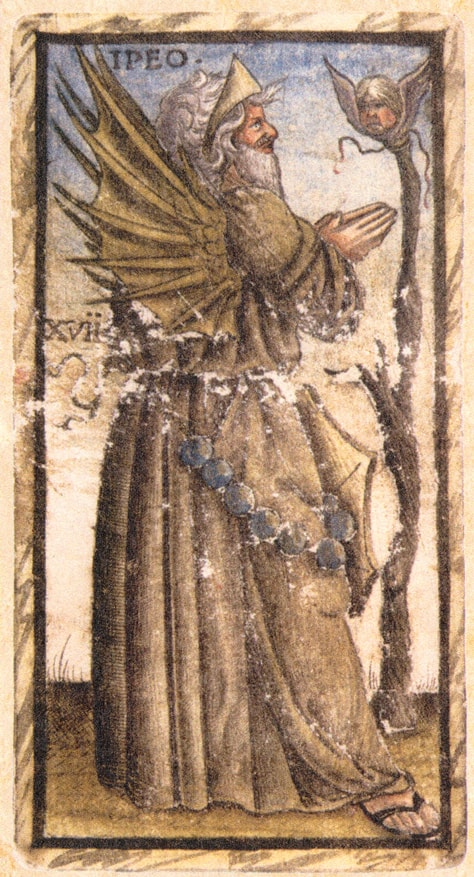
XVII – Ipeo
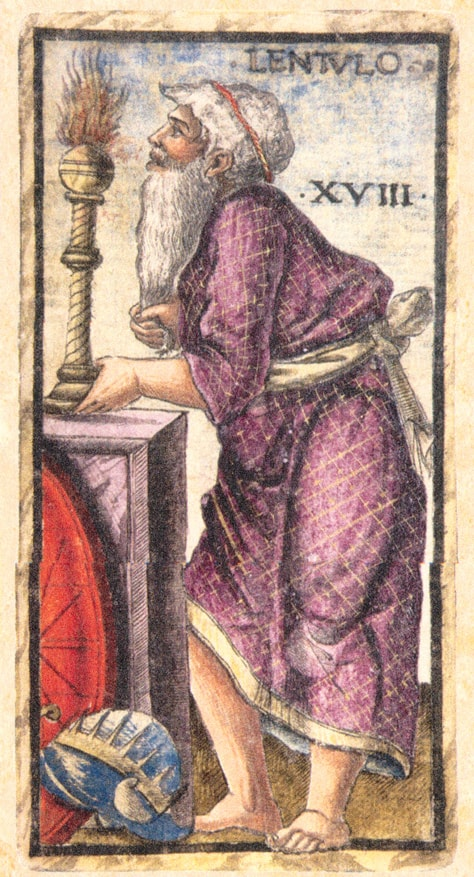
XVIII – Lentulo
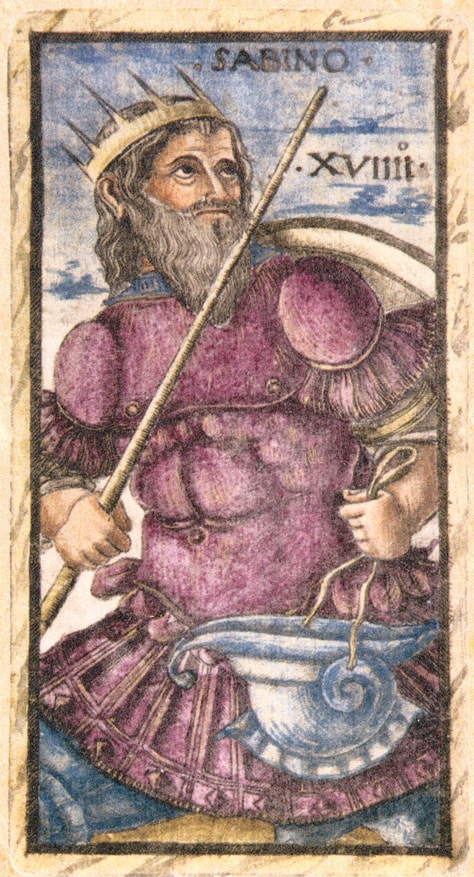
XVIIII – Sabino
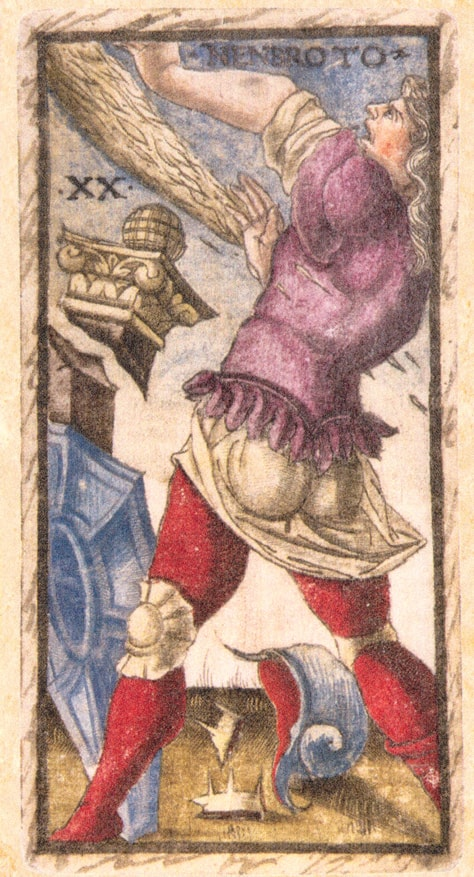
XX – Nenbroto
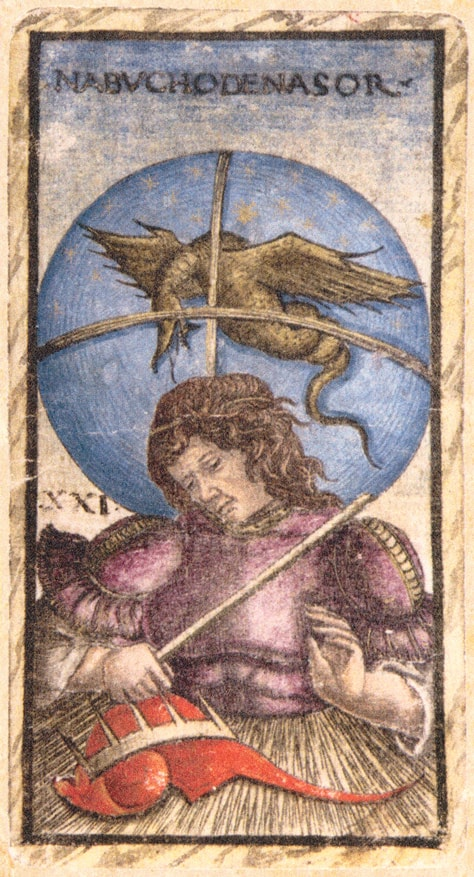
XXI – Nabuchodenasor

### Bâton

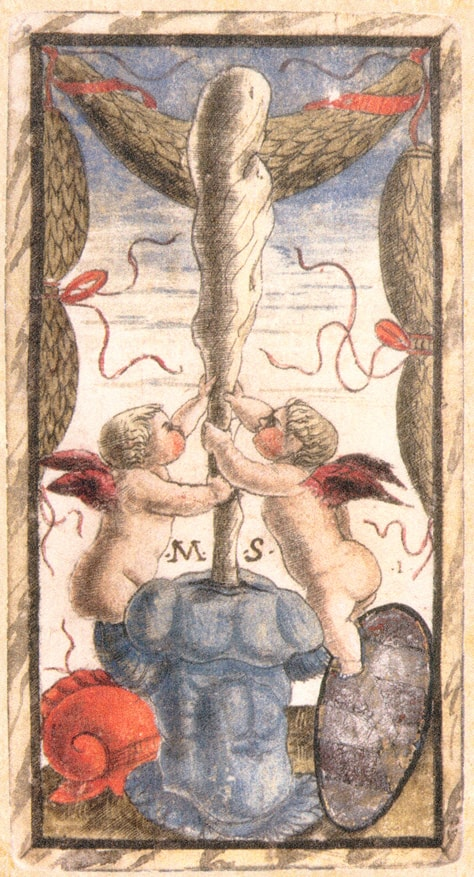
As de bâton
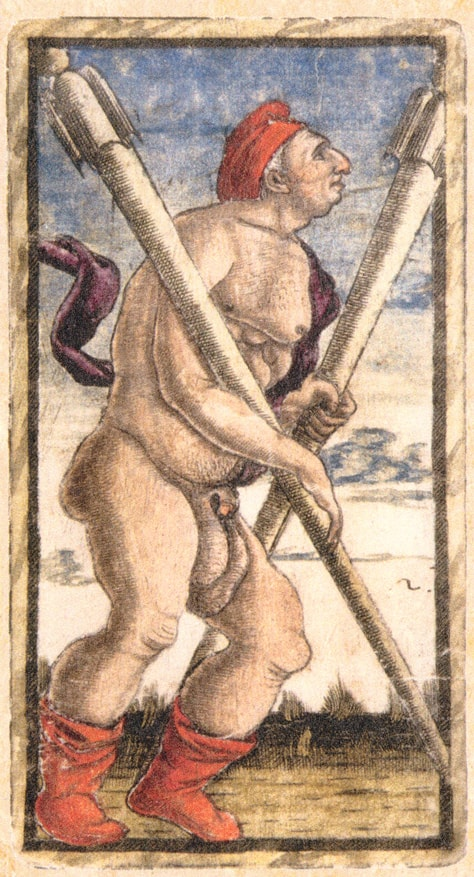
Deux de bâton
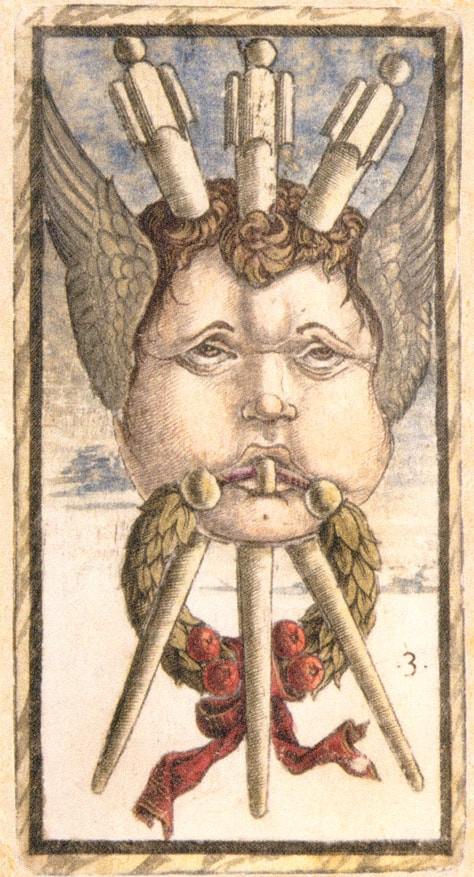
Trois de bâton
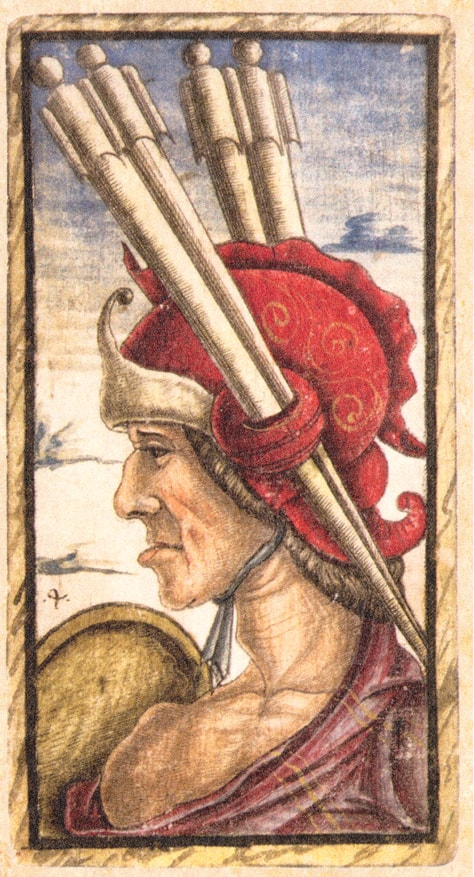
Quatre de bâton
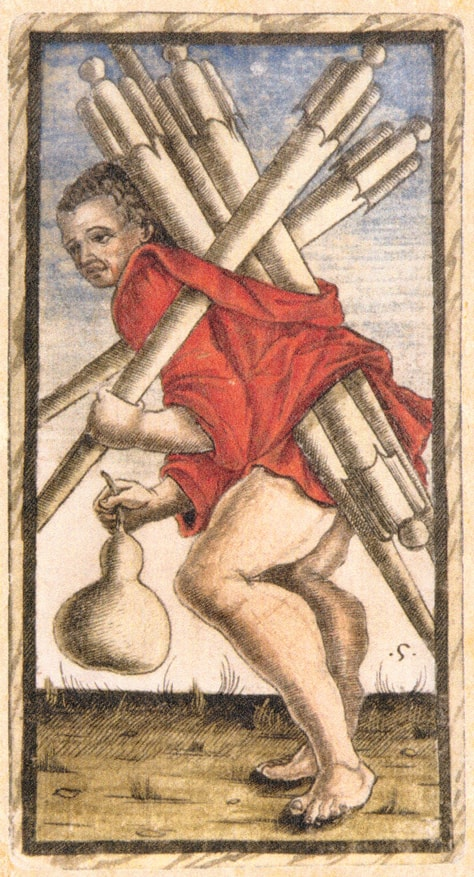
Cinq de bâton
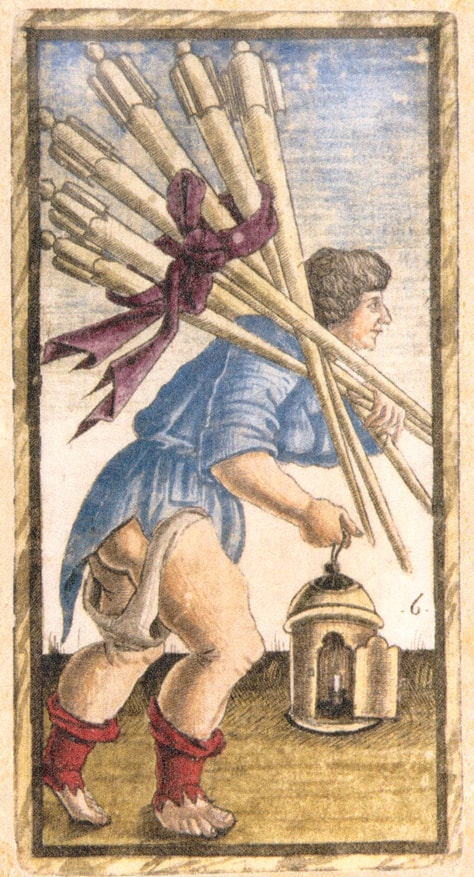
Six de bâton
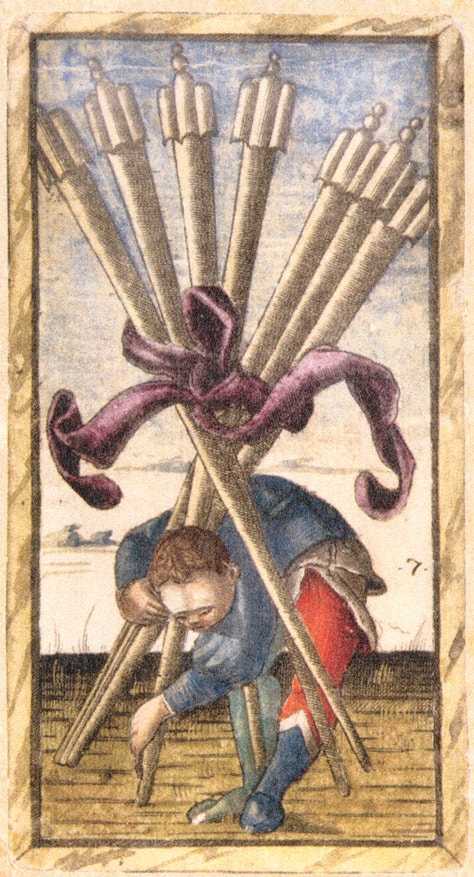
Sept de bâton
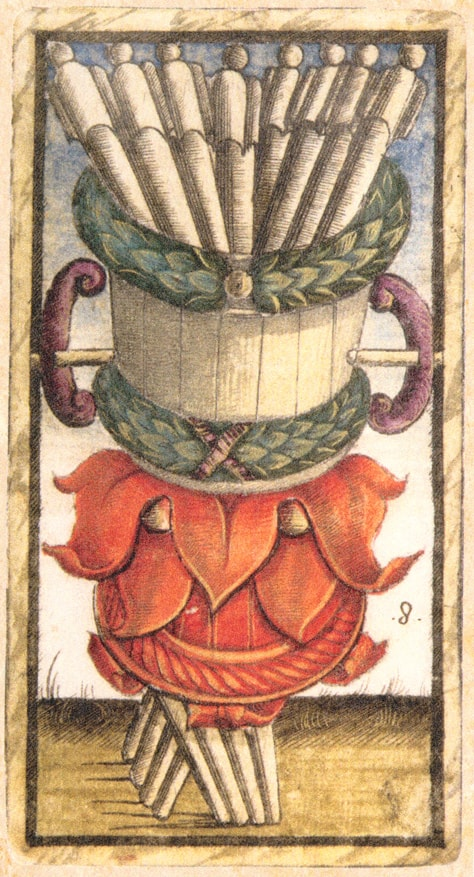
Huit de bâton
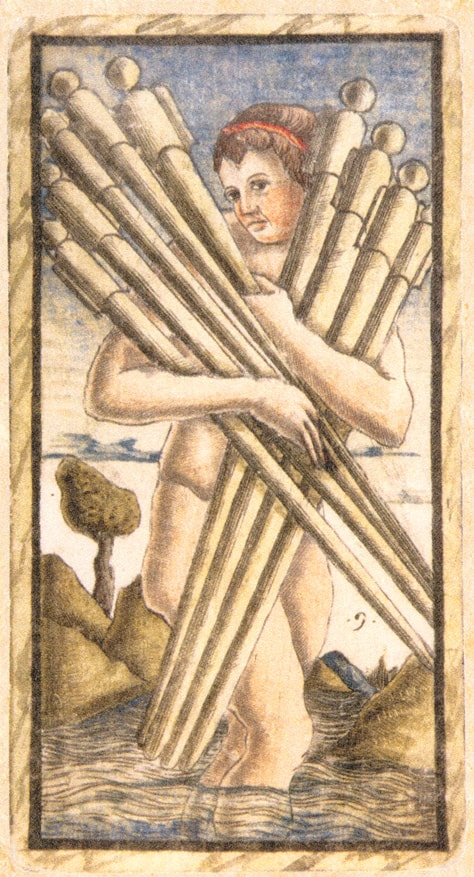
Neuf de bâton
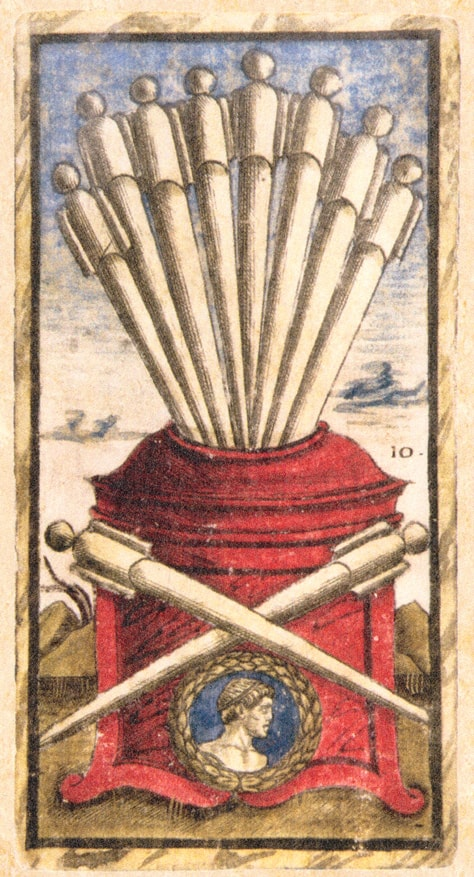
Dix de bâton
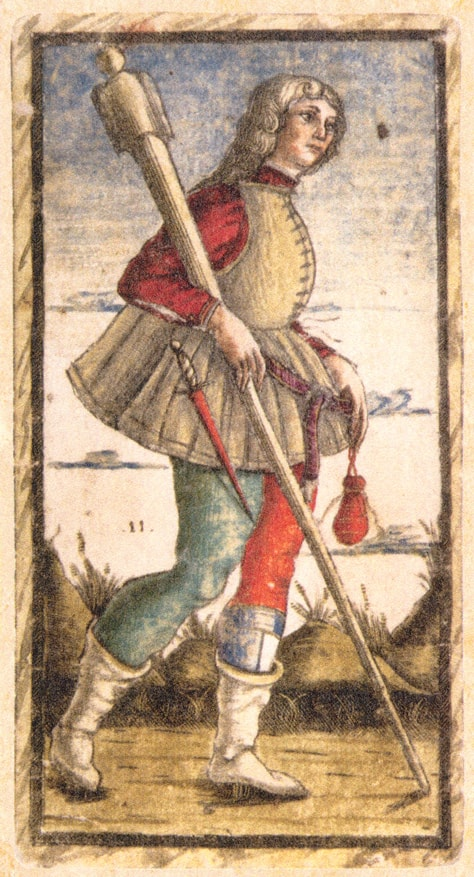
Valet de bâton
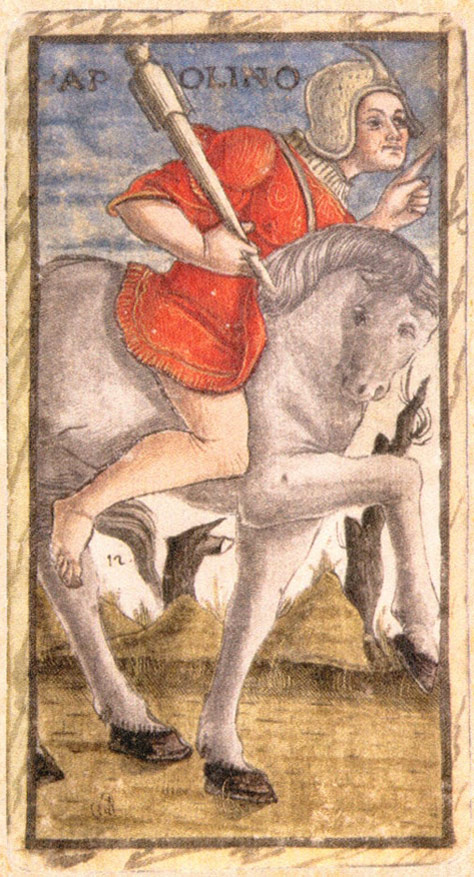
Cavalier de bâton
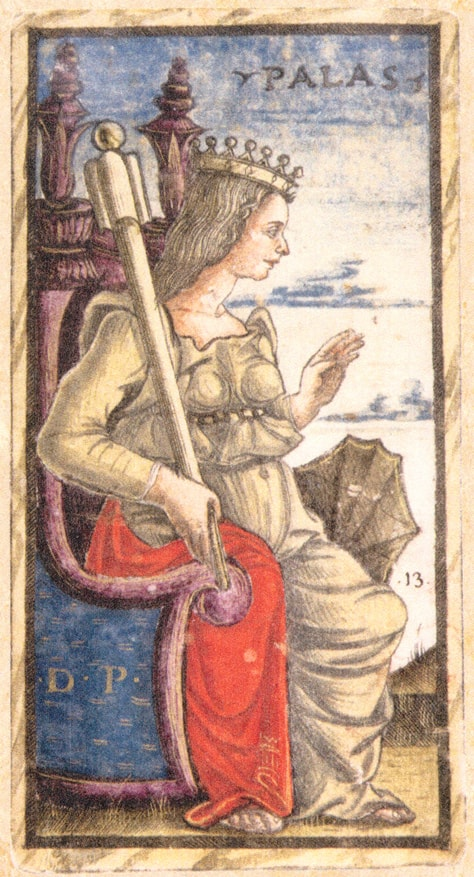
Dame de bâton
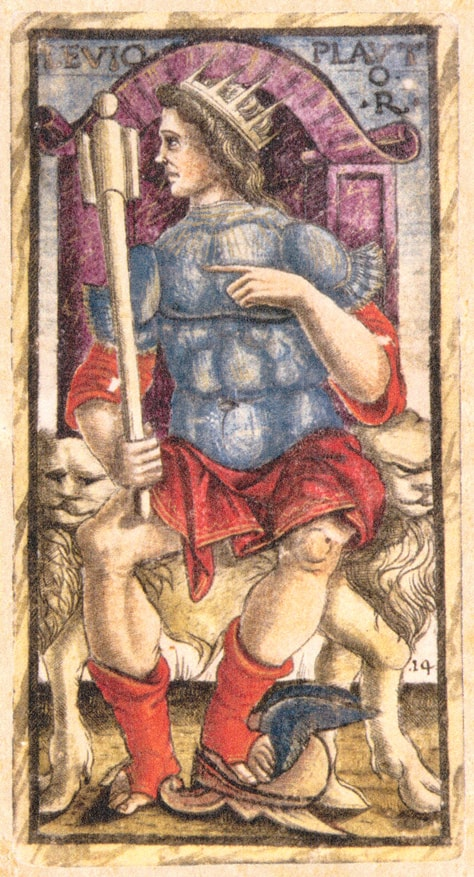
Roi de bâton

### Coupe

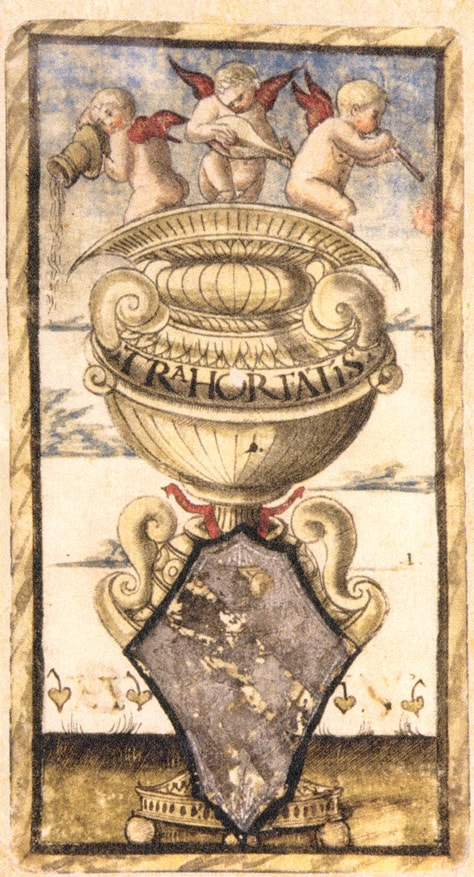
As de coupe
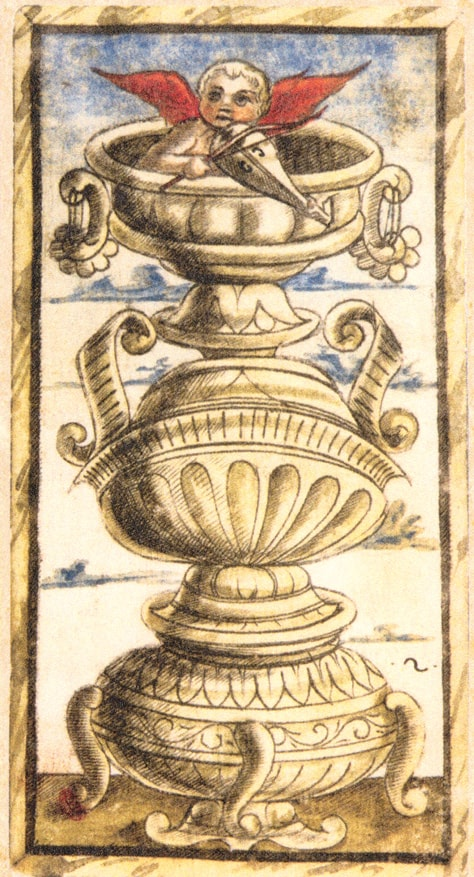
Deux de coupe
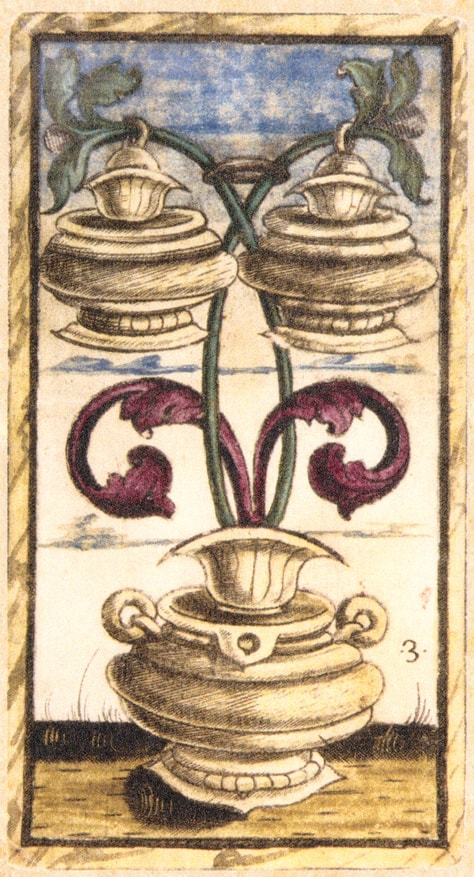
Trois de coupe
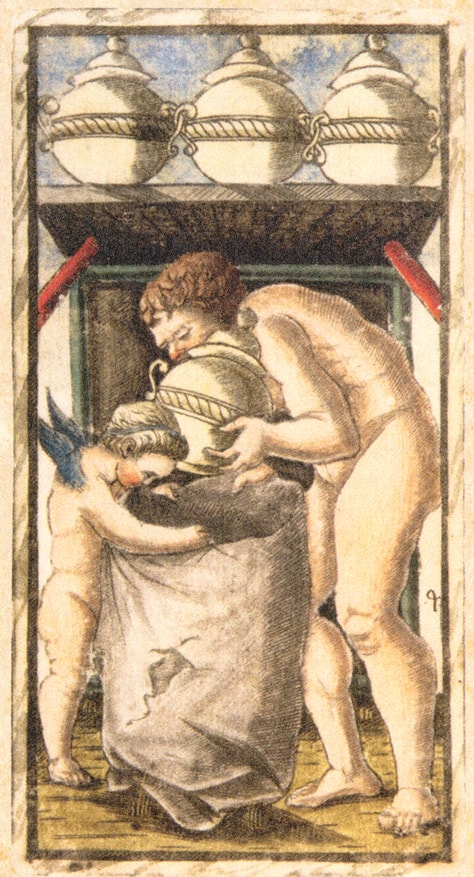
Quatre de coupe
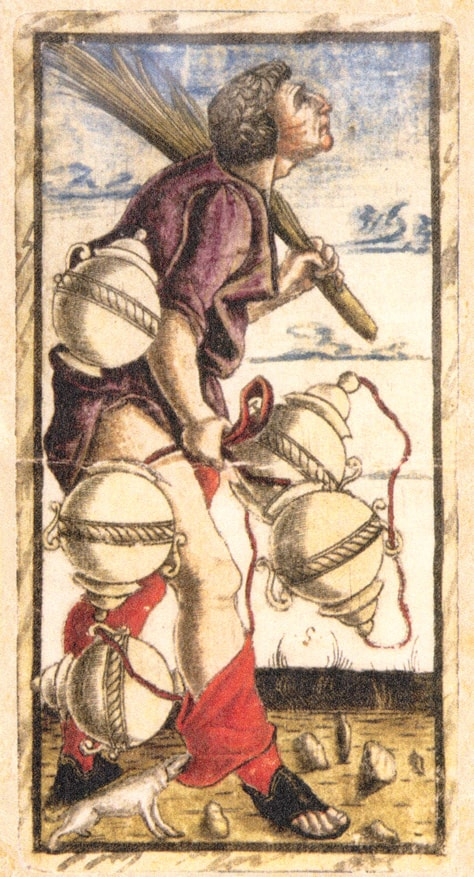
Cinq de coupe
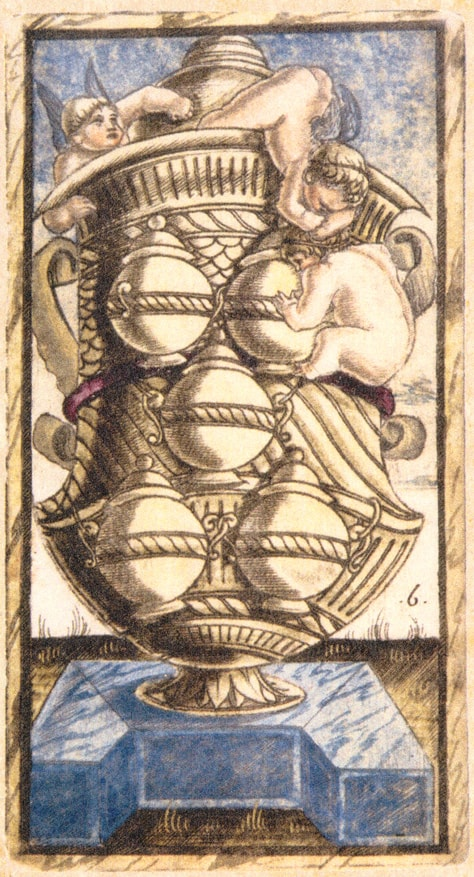
Six de coupe
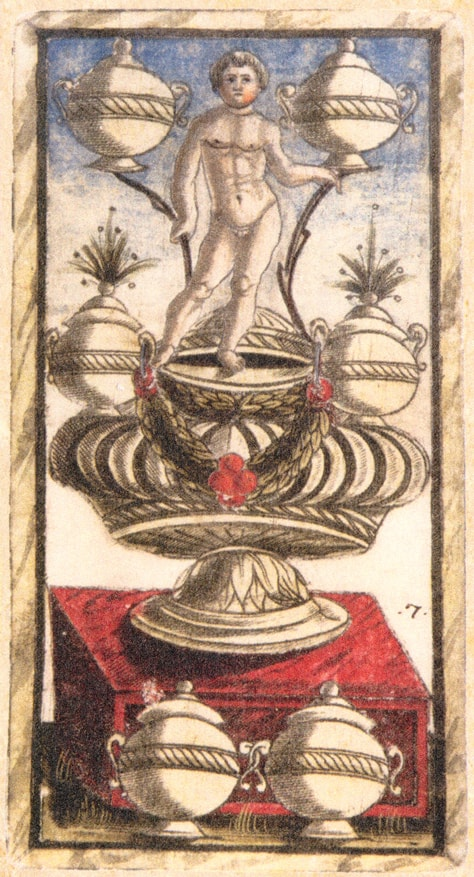
Sept de coupe
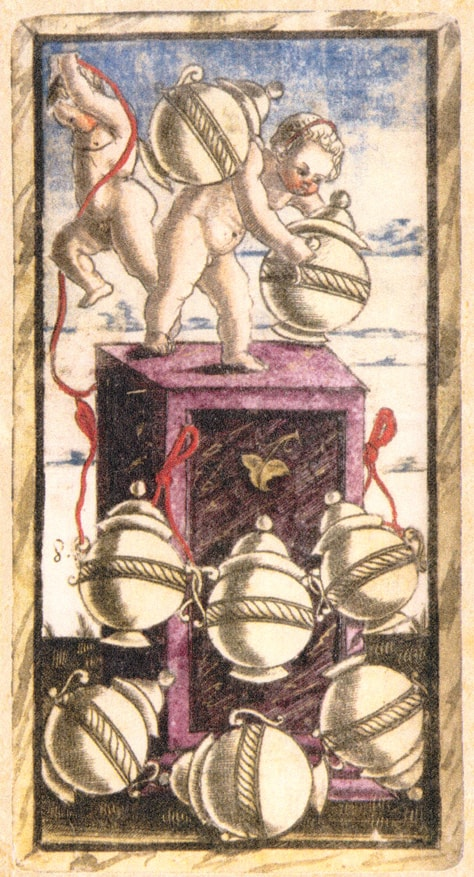
Huit de coupe
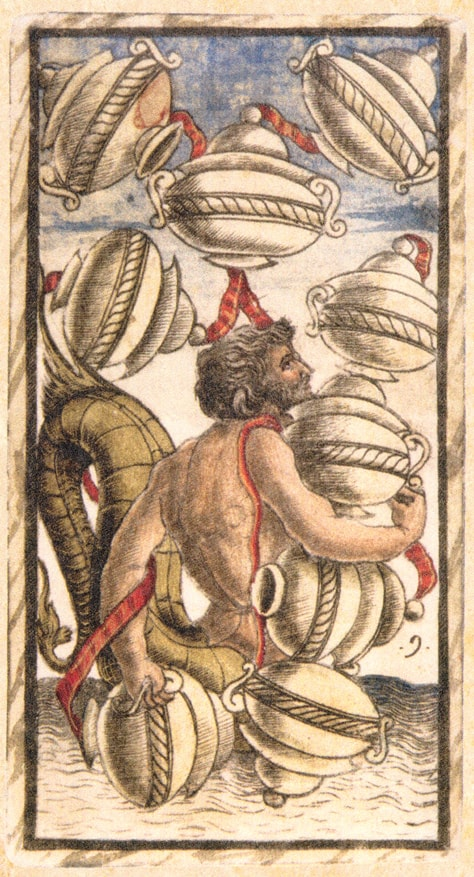
Neuf de coupe
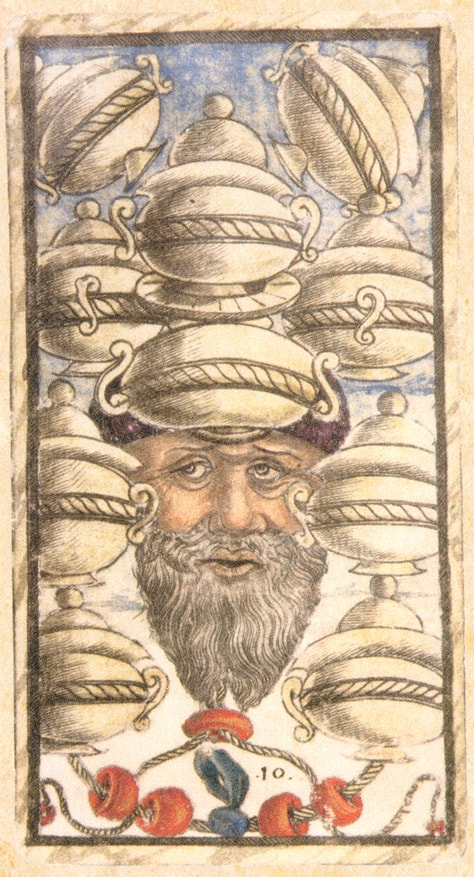
Dix de coupe
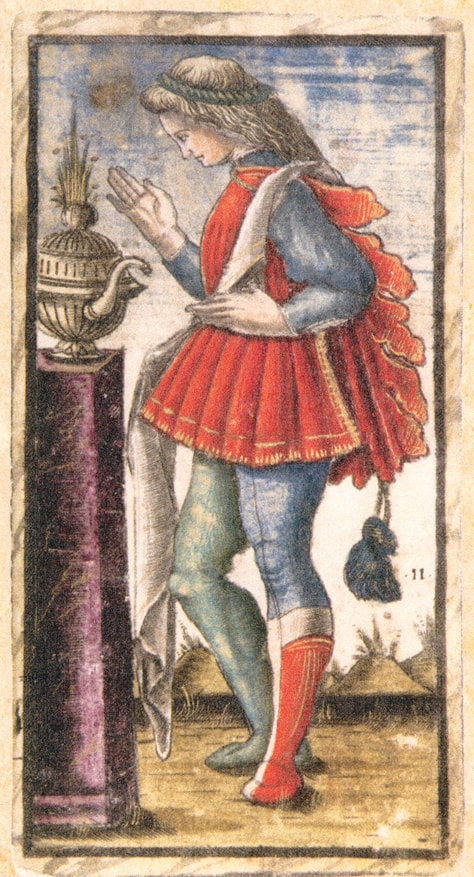
Valet de coupe
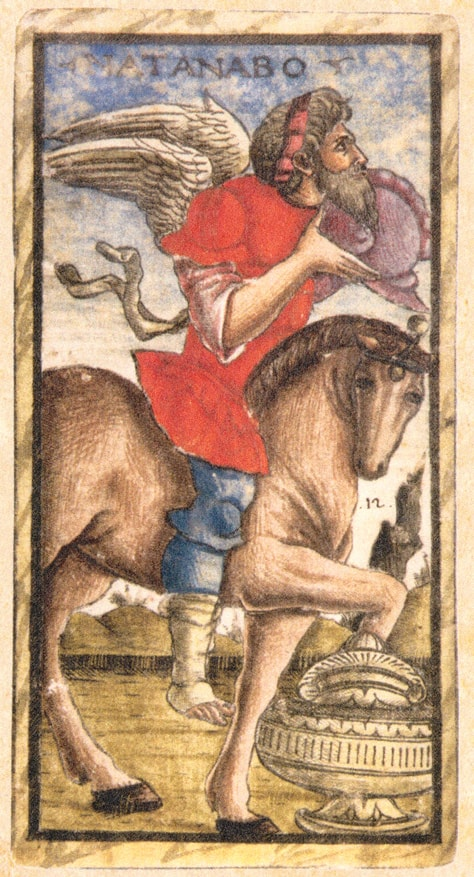
Cavalier de coupe
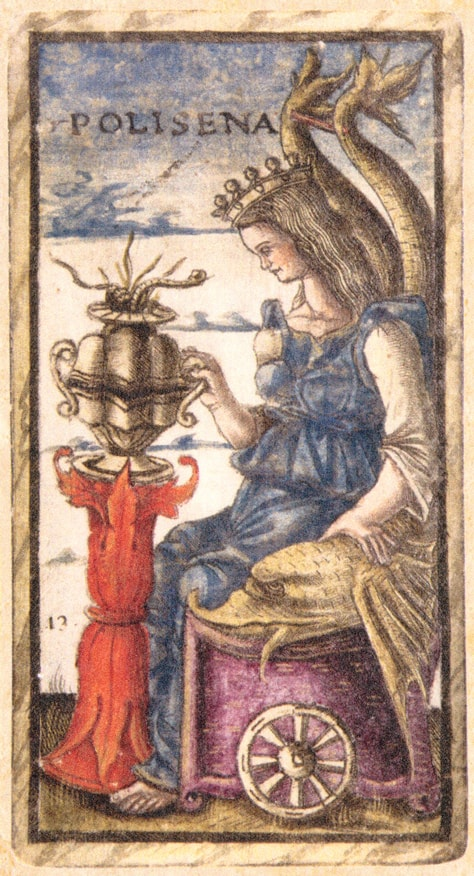
Dame de coupe
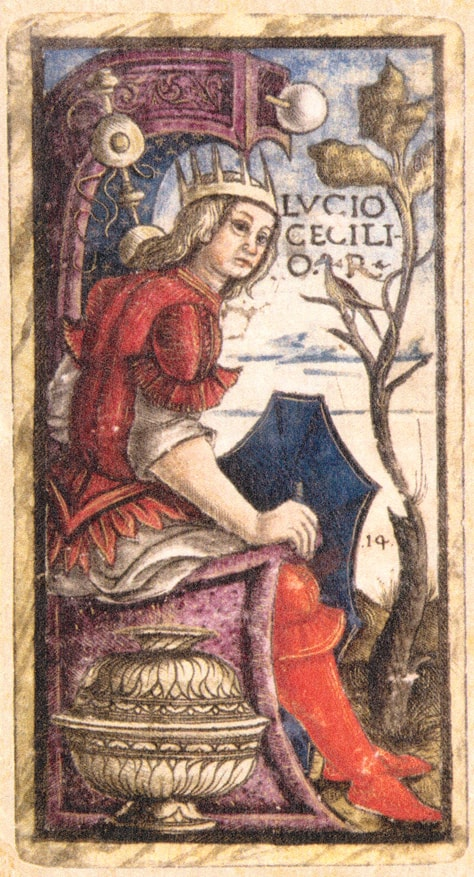
Roi de coupe

### Denier

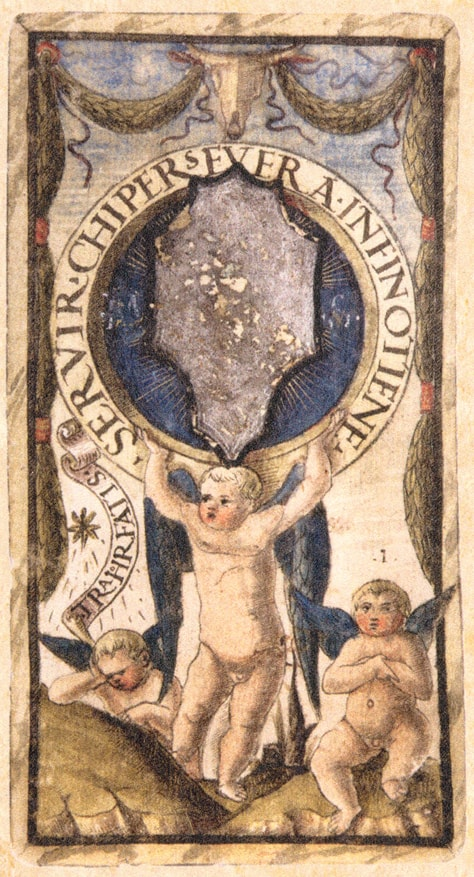
As de denier
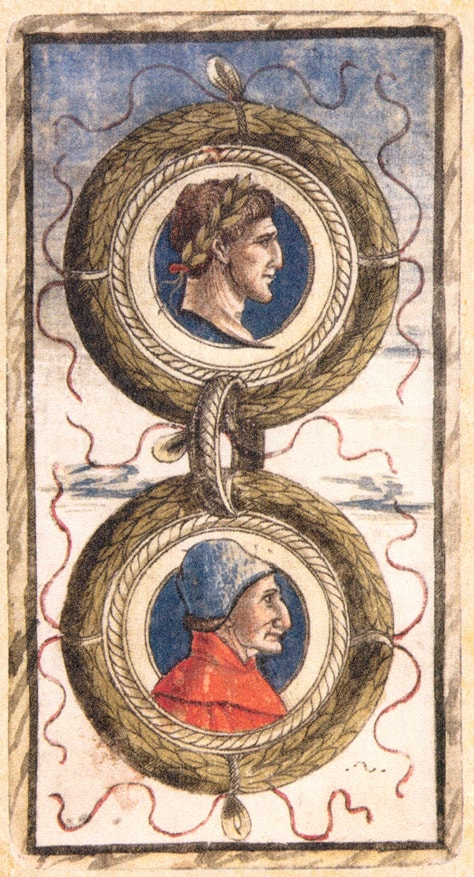
Deux de denier
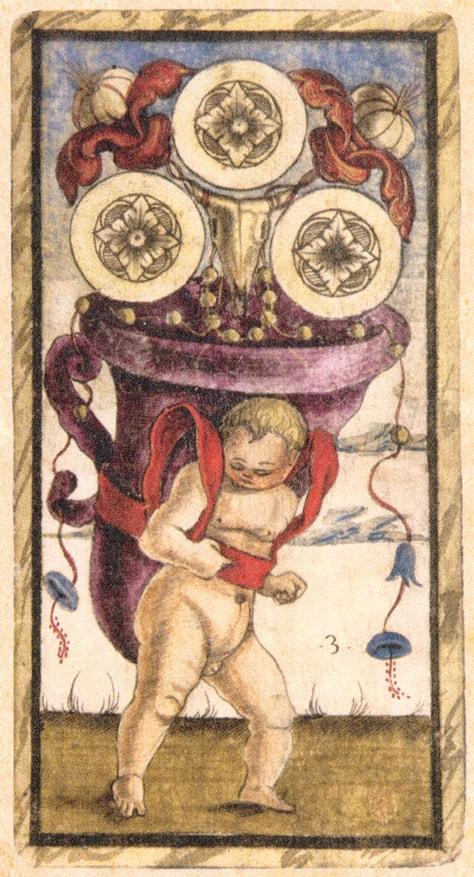
Trois de denier
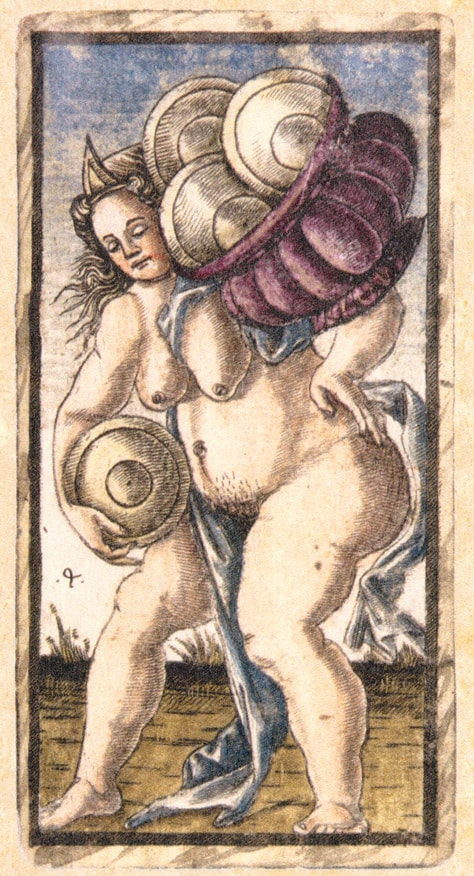
Quatre de denier
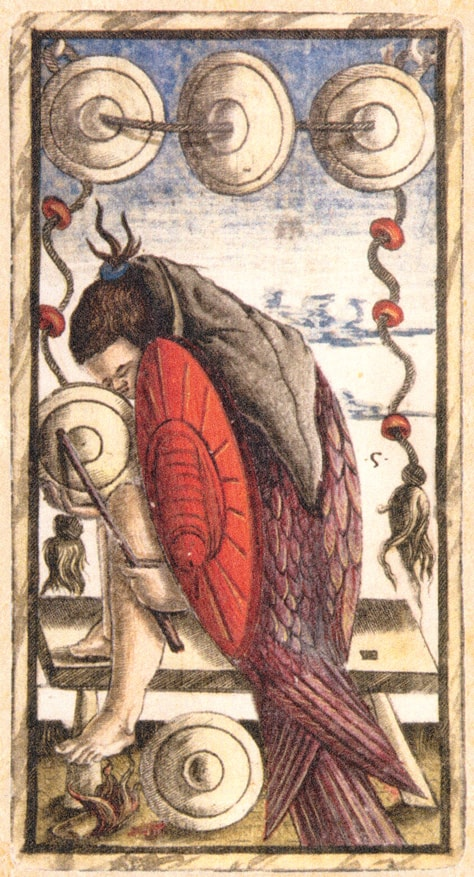
Cinq de denier
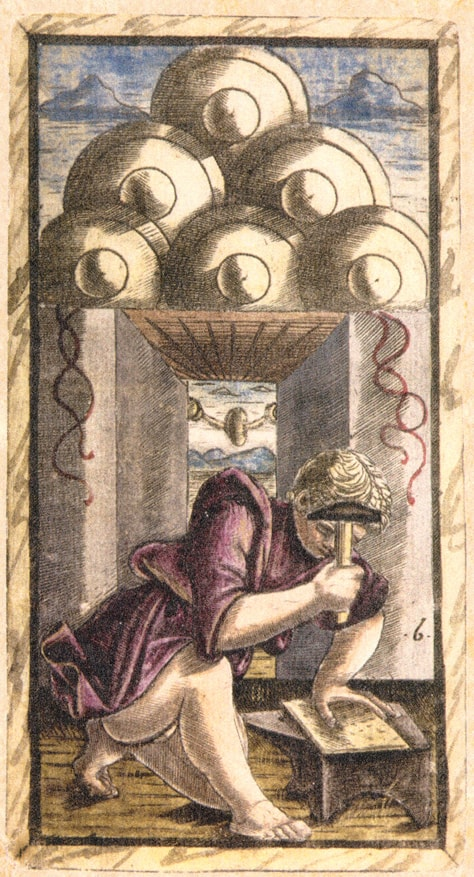
Six de denier
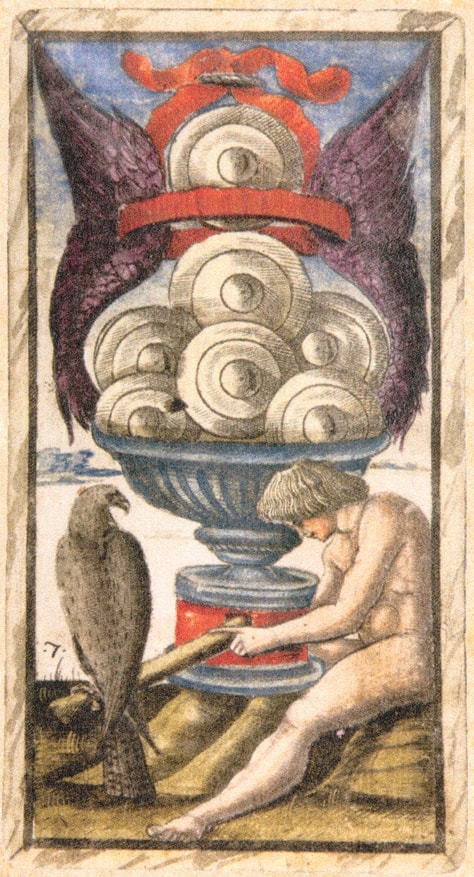
Sept de denier
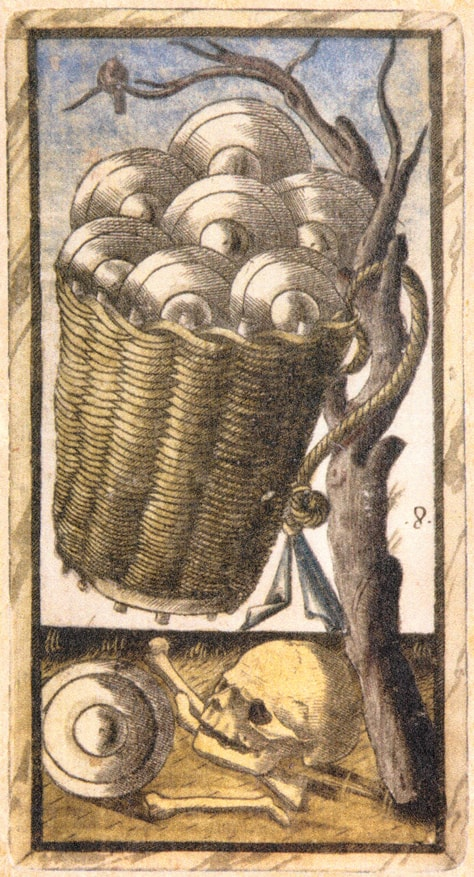
Huit de denier
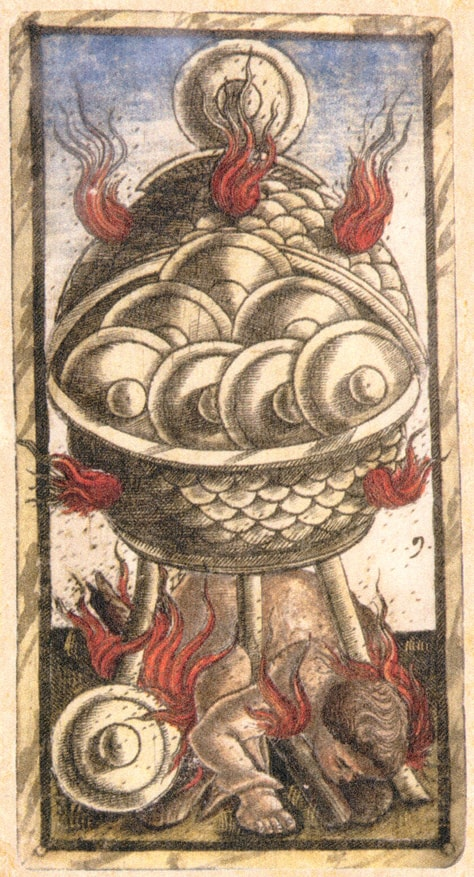
Neuf de denier
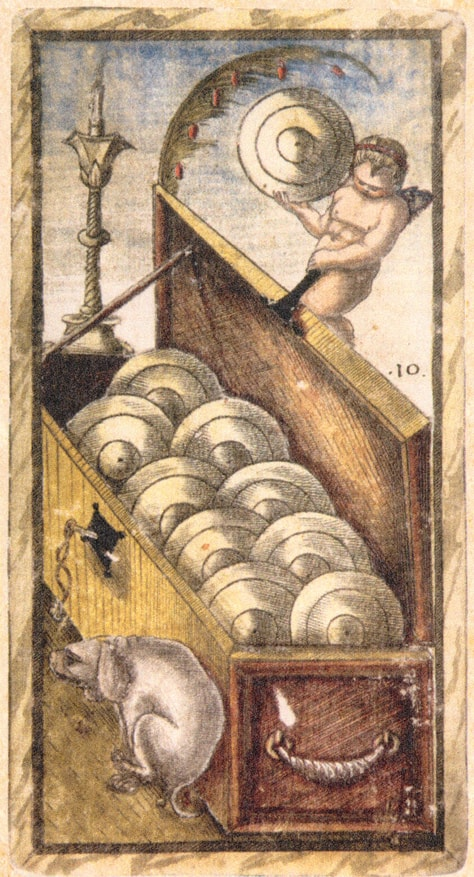
Dix de denier
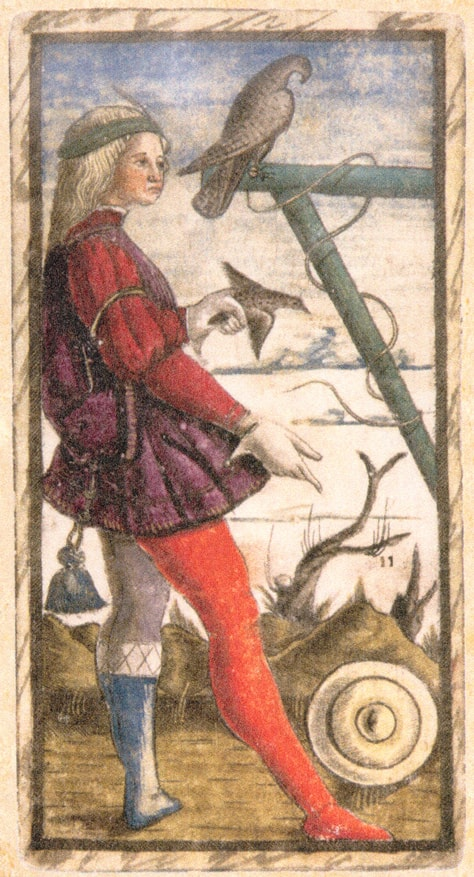
Valet de denier
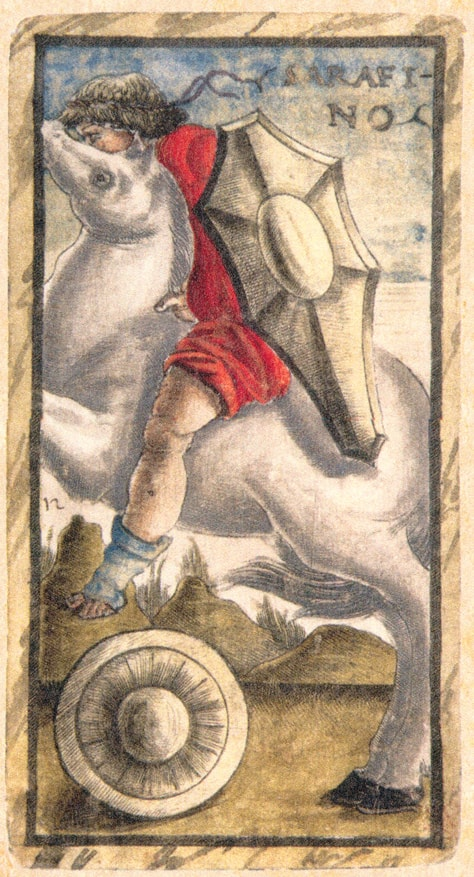
Cavalier de denier
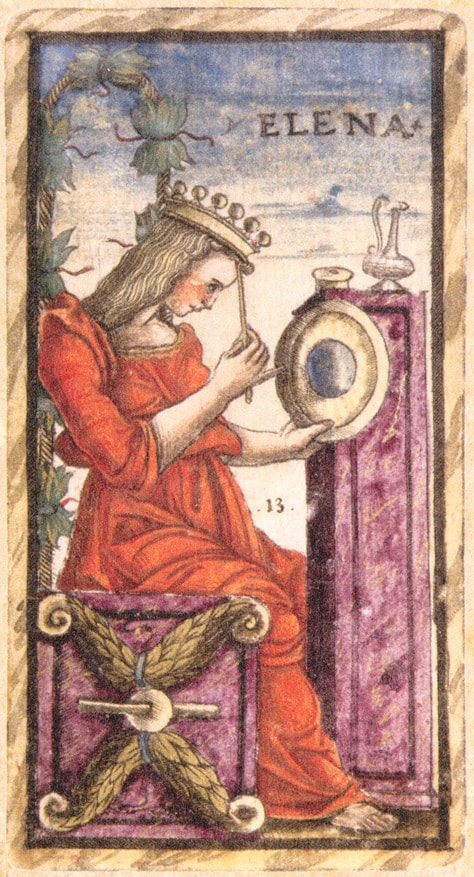
Dame de denier
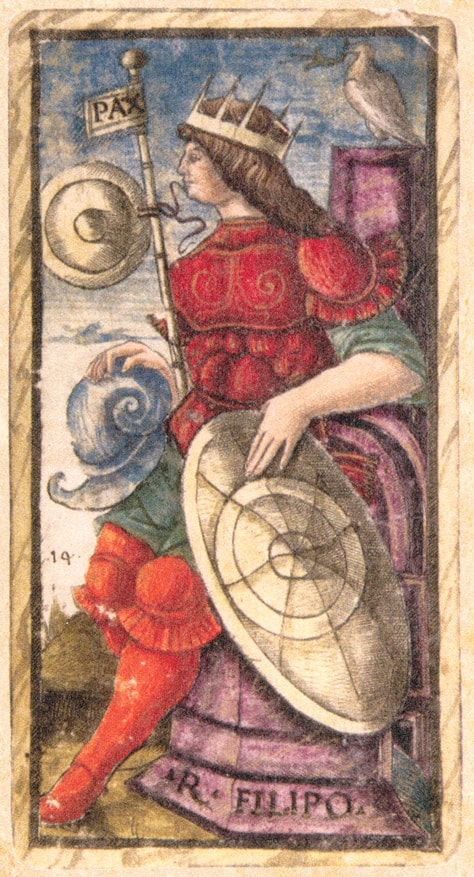
Roi de denier

### Épée

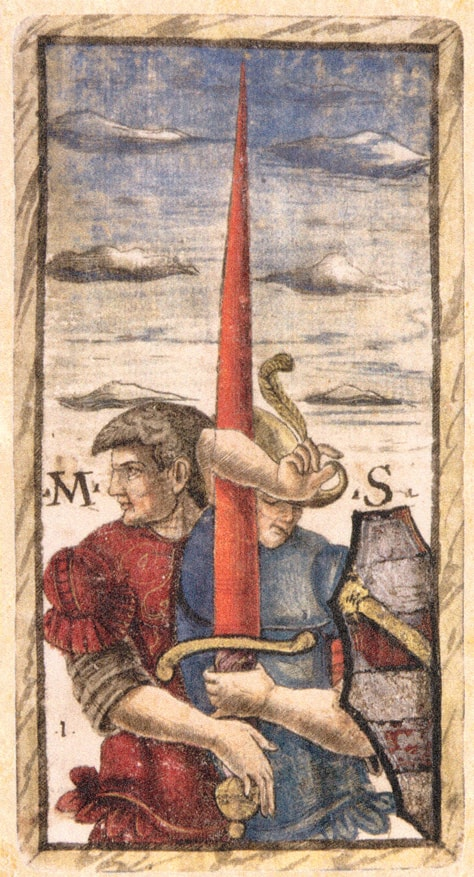
As d'épée
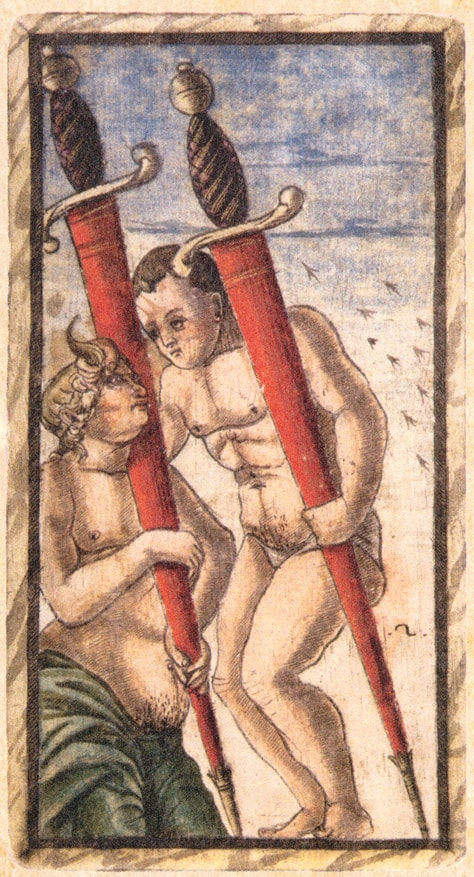
Deux d'épée
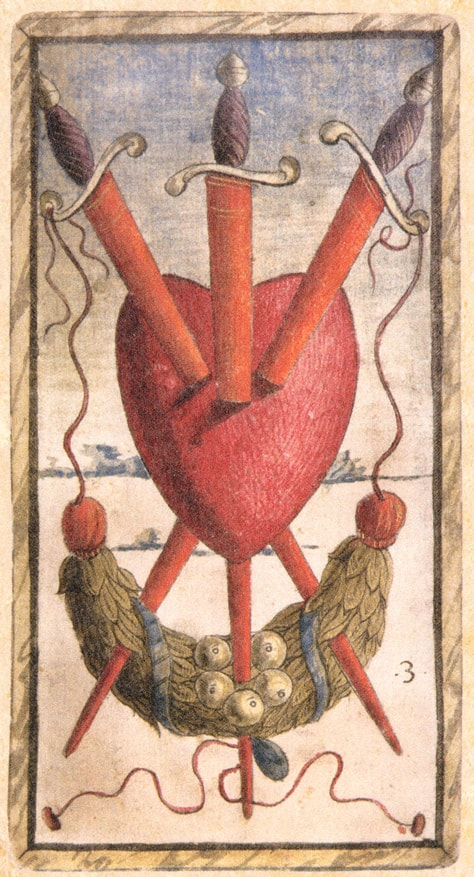
Trois d'épée
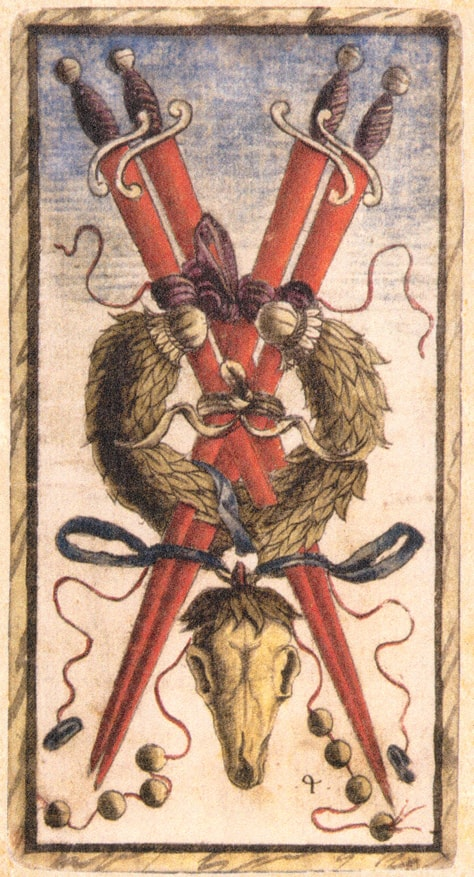
Quatre d'épée
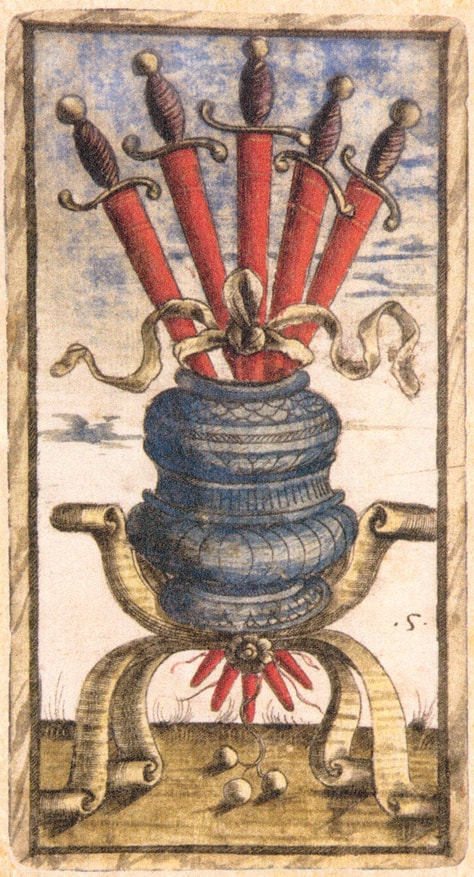
Cinq d'épée
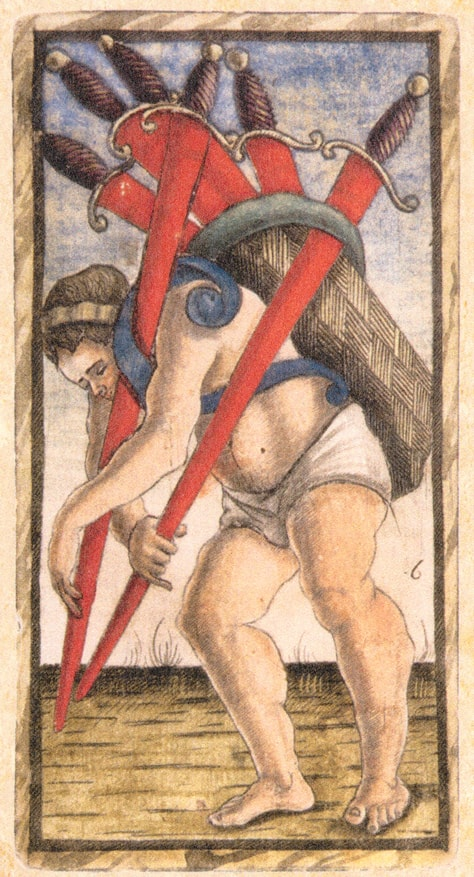
Six d'épée
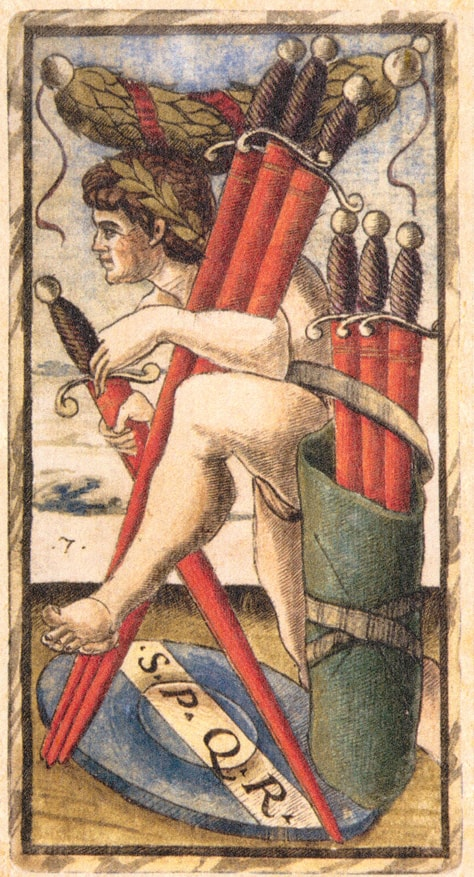
Sept d'épée
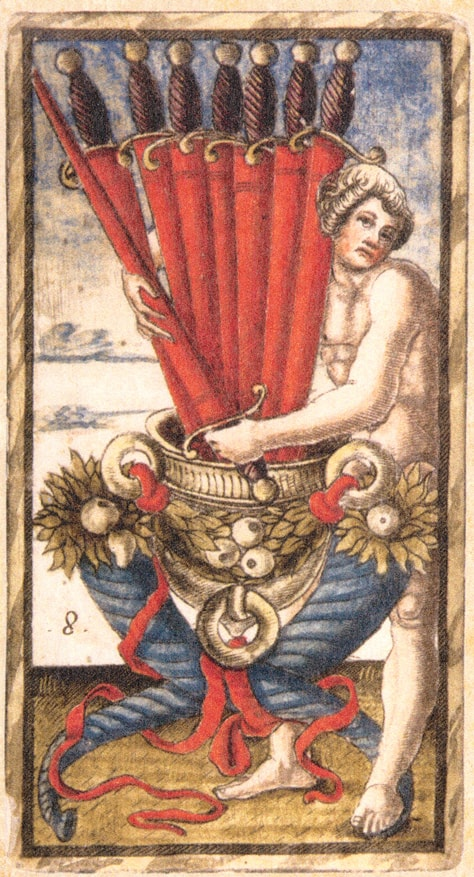
Huit d'épée
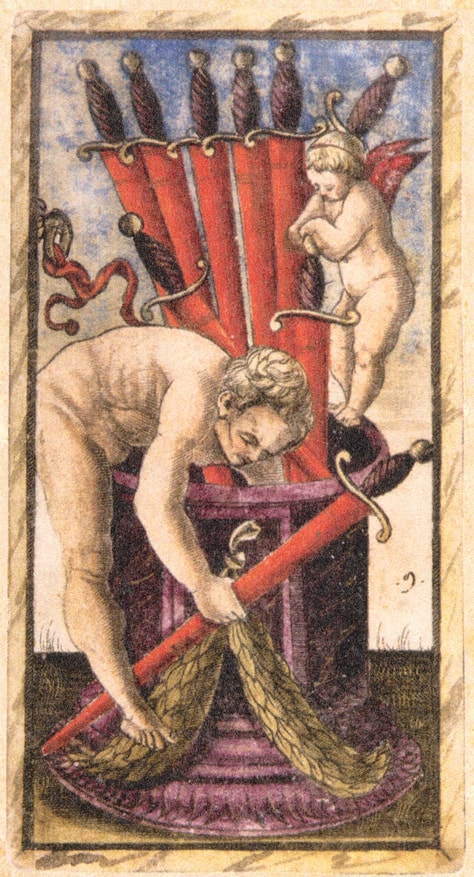
Neuf d'épée
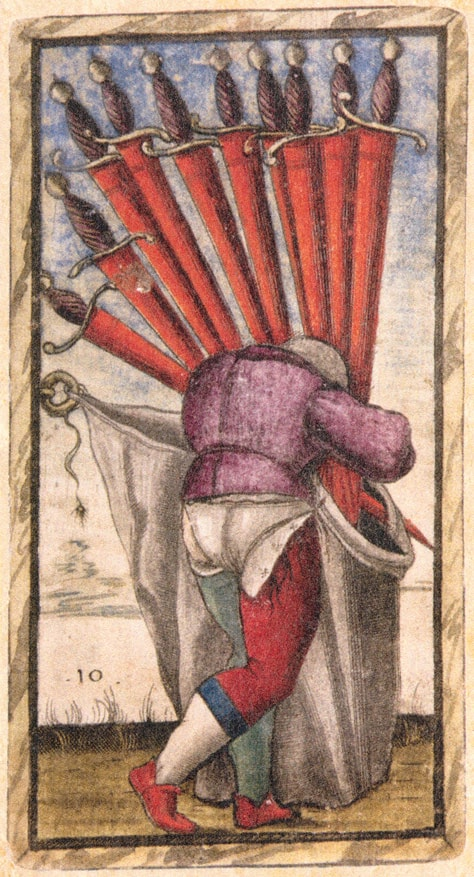
Dix d'épée
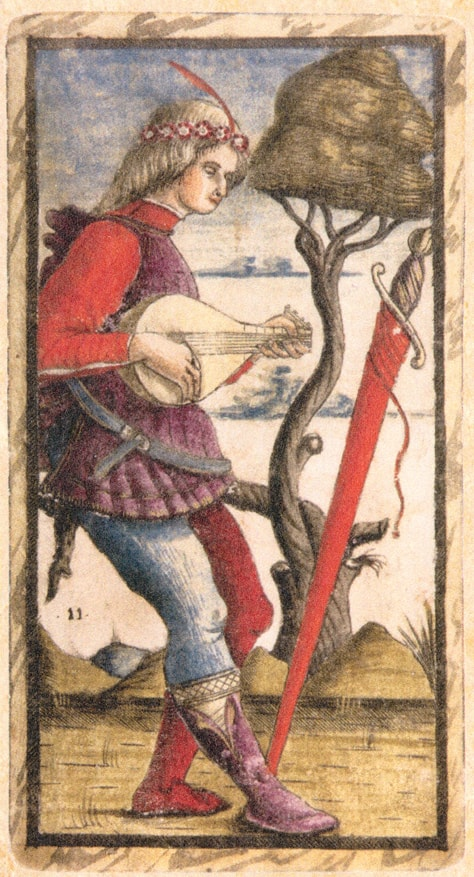
Valet d'épée
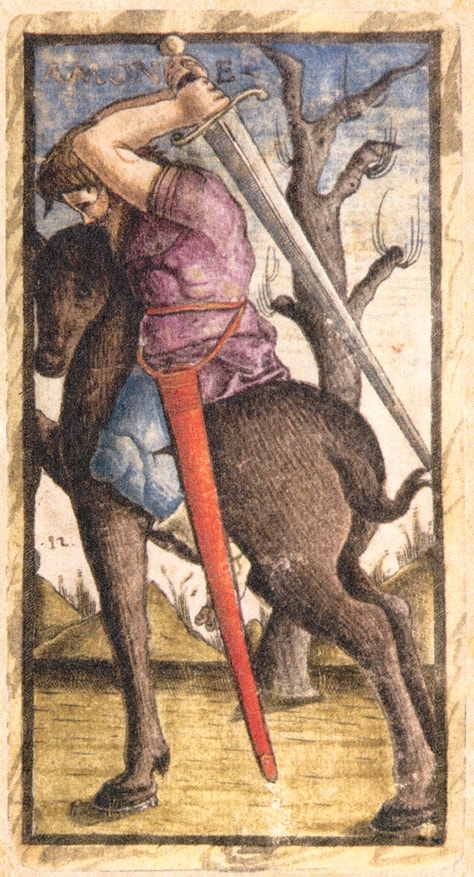
Cavalier d'épée
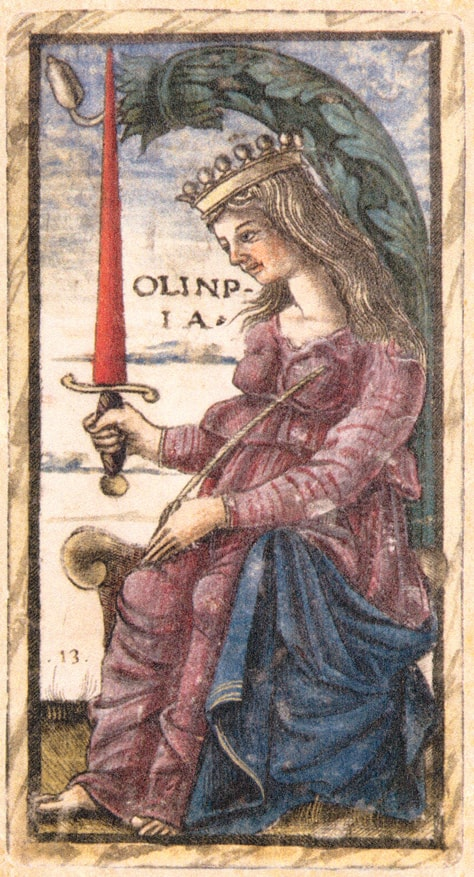
Dame d'épée
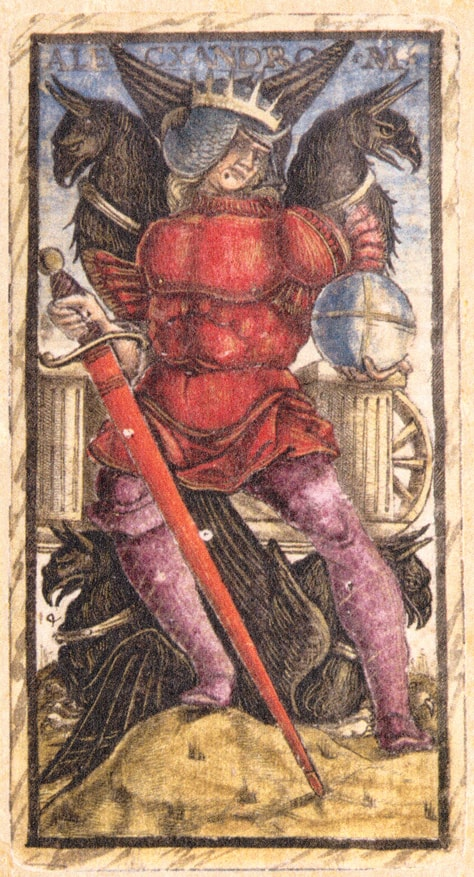
Roi d'épée